# Guigues II d'Albon
Pour les articles homonymes, voir Guigues.
Guigues II d'Albon, dit Pinguis, né vers 1025 et mort vers 1079, fut comte en Grésivaudan et en Briançonnais de 1070 à 1079, comte d'Albon en 1079. Il est issu de la Maison d'Albon.
Il porte le cognomen « le Gras »,, (Guigo Pinguis ou Guigo Crassus). Il est à noter que la numérotation des Guigonides dans la Maison d'Albon est différente selon les références. Selon le site Internet de généalogie de la Foundation for Medieval Genealogy - Medieval Lands (MedLands), Guigues II est donné comme Guigues IV.

## Biographie
Guigues serait né, selon le site MedLands, aux environs des années 1025 et 1030. Il est fils de Guigues Ier d'Albon et d'Adelaïde (Adelsindis/Adalsendis) de 1035 à 1052,. Une tradition, reprise notamment par le Europäische Stammtafeln, indique qu'elle pourrait être Adélaïde de Turin, fille du comte Humbert « aux Blanches Mains », implanté en Maurienne, mais ce fait ne repose sur un acte connu.
Il est possessionné à Albon, en Grésivaudan autour de Grenoble (Cornillon, Oriol, Varces, terres d'Uriol à Vif) ainsi qu'à Briançon. À cette époque, les terres des Guigues n’ont pas d’unité géographique.
Le prieuré Saint-Robert est construit à Saint-Égrève en 1070, par des moines, sous la dépendance de l’abbaye bénédictine de la Chaise-Dieu en Haute-Loire.
Il épouse avant le 3 avril 1052 Pétronille, probablement la fille d'Artaud de Royans et de Pétronille (selon Georges de Manteyer), qui est la sœur du prince de Royans, Ismidon, branche des comtes de Valentinois et sœur également de l'évêque de Grenoble Artaud selon Benjamin Oury et Aurelien Le Coq.
Ils ont :
- Guigues III († après 1131[10]), comte d'Albon ;
- Adélaïde.

En 1070, le comte Guigues II donne à sa fiancée Inès (Agnès) de Barcelone, fille de Raimond-Bérenger Ier, comte de Barcelone et d'Almodis de la Marche le château d'Albon, de Moras, de Vals, la villa de Saint-Donat avec son territoire et tous ses alleux à l'exception de Clérieu, Serves et Chevrières; il lui attribue en outre en Graisivaudan, Cornillon-en-Trièves, Varces et Oriol, le château d'Uriol et le château de Briançon. Il est cité comte d'Albon et décède vers 1079. À noter que dans cet acte Guigues-Raymond est cité comme son frère et non son fils, ce qui est généalogiquement plausible, ce dernier ayant eu un décès postérieur à 1096, d'où l'hypothèse retenue par la Foundation for Medieval Genealogy d'un second mariage tardif de Guigues Ier d'Albon avec Inès (Agnès) de Barcelone, en ce cas c'est le premier acte de 1070 du Regeste dauphinois qui est faux, en ce sens qu'il nomme Guigues (Le Gras) fiancé à Agnès.
Leur fils est :
- Guigues-Raymond d'Albon[2], cité indirectement dans le testament de Raimond-Bérenger Ier en 1076[13], marié vers 1085 à Ide de Forez, fille d'Artaud II ou IV de Forez[2] et de Raymonde, divorcée de Renaud II, comte de Nevers[3].